# Toon Verhoef
Anthonie Wilhelmus (Toon) Verhoef (Voorburg, 17 oktober 1946) is een Nederlands schilder, keramist, installatiekunstenaar en academiedocent.

## Leven en werk
Verhoef werd geboren in Voorburg en groeide op in Eindhoven en Buenos Aires. Na een jaar aan de Amsterdamse Rijksacademie (1965-1966), studeerde hij kunstgeschiedenis aan de Universiteit van Zuid-Afrika (1966-1968) in Johannesburg. Hij vervolgde zijn opleiding bij Ateliers '63 in Haarlem. Verhoef werkt in binnen- en buitenland. Hij was artist in residence in New York (1977-1978) en Hanover (2004), docent bij Ateliers (1975-2003), Academie Minerva in Groningen (1981-1986), de Academie voor Beeldende Vorming in Tilburg (1983-1984) en Villa Arson in Nice (1983-1984) en gastdocent aan de Staatliche Akademie der Bildenden Künste Karlsruhe (2009-2014).
Hij maakt onder meer abstracte schilderijen, geïnspireerd door alledaagse dingen, waarbij hij diverse soorten verf gebruikt. Hij houdt zich ook bezig met andere techknieken: ter gelegenheid van 50 jaar bevrijding maakte hij in 1995 het Bevrijdingsraam voor de Nieuwe Kerk in Amsterdam.
Verhoefs werk was onder meer te zien tijdens solo-exposities bij het Bonnefantenmuseum, het Stedelijk Museum Amsterdam, Kunstmuseum Bonn en het Museum De Pont. Hij won diverse prijzen voor zijn werk. In 2013 werd Verhoef door filmmaker Jacqueline van Vugt geportretteerd voor de documentaire-serie Hollandse Meesters in de 21e eeuw.

## Opdrachten (selectie)
- Bevrijdingsraam (1995) voor de Nieuwe Kerk, Amsterdam
- Muurschildering (1997) voor het gemeentehuis in Assen
- Loopbrug (1998-2000) faculteit psychologie en neurowetenschappen van de universiteit van Maastricht[4]
- Wandtapijt voor de rechtbank in Amsterdam

## Erkenning
- Buning Brongers Prijs (1980)
- Sandbergprijs (1985)
- Dr A.H. Heinekenprijs voor kunst (1988)